# Kamal Chaudhry
Kamal Chaudhry (3 de julio de 1947 - 25 de junio de 2024) fue un político indio y piloto de combate de la Fuerza Aérea India. Fue Miembro del Parlamento representando el distrito de Hoshiarpur de Punjab en la Lok Sabha durante cuatro mandatos. También sirvió como presidente del Comité Permanente de Defensa y del Comité de Empresas Públicas.

## Primeros años y educación
Kamal Chaudhry nació en Hoshiarpur, un mes antes de que India obtuviera la independencia, hijo de Ch. Balbir Singh, un luchador por la libertad y un político indio muy respetado. Su padre, conocido cariñosamente como Sher-e Punjab, fue una figura política y social prominente que también se desempeñó como Miembro del Parlamento y MLA de Hoshiarpur en múltiples ocasiones. Su madre era ama de casa. Después de completar sus estudios, se unió a la Academia Nacional de Defensa el 1 de diciembre de 1967 y se convirtió en piloto de combate en la Fuerza Aérea India. Fue comisionado el 21 de junio de 1969. En 1982, formó parte del equipo de la Fuerza Aérea India enviado a la URSS para traer los últimos aviones de combate MIG23 a India.
Tras el asesinato de su padre en 1985 por terroristas Khalistanis, Kamal renunció a la Fuerza Aérea y se unió al Indian National Congress.

## Carrera política
Kamal Chaudhry fue elegido a la Lok Sabha, la cámara baja del Parlamento de India en 1985. Fue reelegido en 1989, 1992 y en 1998. Durante su carrera política fue parte de varios comités, destacándose como Presidente del Comité Permanente de Defensa y del Comité de Empresas Públicas. Mientras estuvo con el Congreso Nacional Indio, fue elegido Secretario del Partido del Congreso en el Parlamento en 1990-91 y fue Presidente del Congreso de Ex Soldados de la India de 1992 a 1997. También ayudó a establecer la sala de control permanente en el AICC. Dejó el Congreso y se unió al Bharatiya Janata Party en 1998.

## Otras actividades e intereses
Kamal Chaudhry también fue miembro del Senado de la Universidad de Punjab de 1987 a 1995 y del Sindicato de la Universidad de Punjab de 1989 a 1991. Fue presidente del Comité Directivo del Colegio DAV, Hoshiarpur, durante 20 años, de 1985 a 2005. Durante los Juegos de la Commonwealth en 2010, fue Vicepresidente del Relevo del Bastón de la Reina.

## Fallecimiento
Según los informes, Chaudhry falleció en su hogar a la edad de 76 años, después de una enfermedad prolongada.